# Sofonisba Anguissola

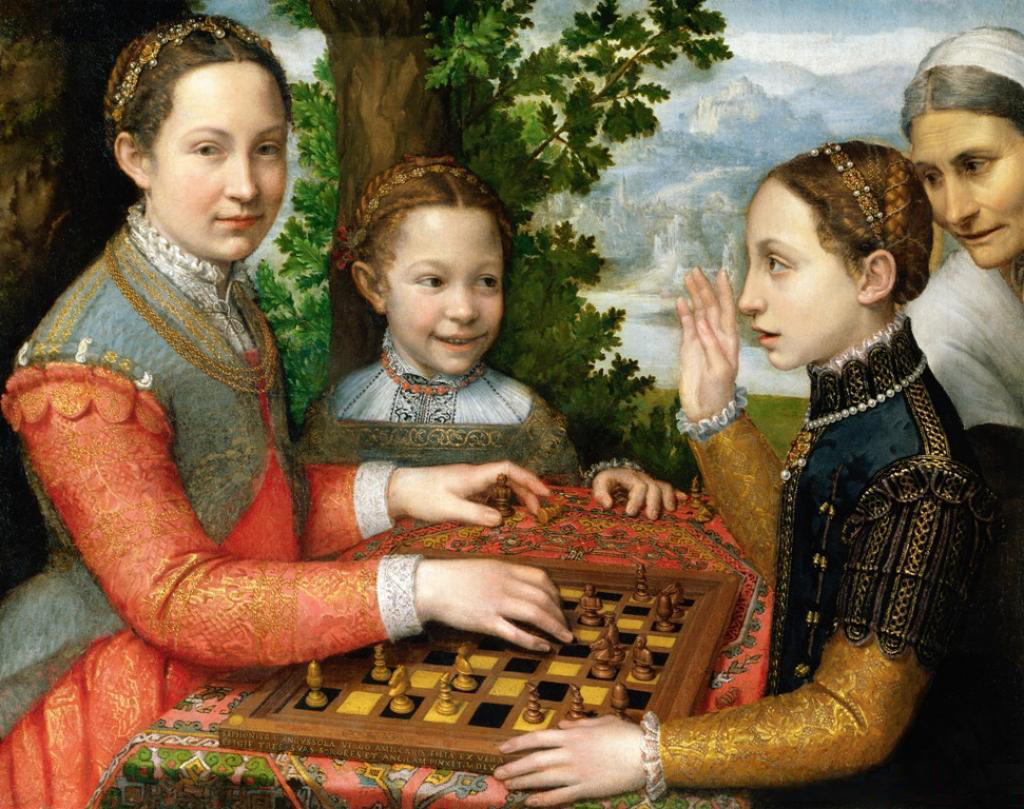
A partida de xadrez

Sofonisba Anguissola (Cremona, 1532 — Palermo, 16 de Novembro de 1625), foi uma pintora renascentista italiana, discípula de Bernardino Campi. Foi admirada por Michelângelo e Anthony van Dyck, entre outros.
Anguissola nasceu no seio de uma família nobre, mas relativamente pobre. Ela recebeu uma educação boa e completa, que incluiu as belas artes, a sua aprendizagem com pintores locais estabeleceu um precedente para que as mulheres pudessem ser aceitas como estudantes de arte. Enquanto jovem mulher, Anguissola viajou para Roma, onde foi apresentada a Michelangelo, que imediatamente reconheceu o seu talento, e para Milão, onde pintou o Duque de Alba e Isabel de Valois, mulher de Filipe II de Espanha, que era pintora amadora. Posteriormente em 1569, Anguissola foi convidada para ir para Madrid e ser tutora de Isabel, com o posto de dama de companhia. Mais tarde, ela tornou-se pintora oficial da corte do rei e adaptou o seu estilo às exigências mais formais de retratos oficiais para a corte espanhola. Após a morte da rainha, Filipe ajudou a organizar-lhe um casamento aristocrático. Mudou-se para Palermo e, posteriormente, Pisa e Génova, onde continuou a atividade como pintora principal de retratos.
As suas pinturas mais características e atrativas são os retratos de si e da sua família, pintados antes de ela ter-se mudado para a corte espanhola. Em particular, as suas pinturas de crianças eram inovadoras e muito apreciadas. Na corte espanhola pintou retratos de Estado formais, no estilo oficial em vigor. No fim da vida, ela também pintou temas religiosos, embora muitas das suas pinturas religiosas tenham sido perdidas. Anguissola tornou-se numa rica patrona das artes após o enfraquecimento da sua vista, e em 1625 morreu aos noventa e três anos de idade em Palermo.
O historiador de arte Giorgio Vasari descreveu  Sofonisba Anguissola como alguém que "mostrou maior dedicação e graça do que qualquer outra mulher do nosso tempo nas sua ambições em desenho; portanto ela não só conseguiu isso no desenho, como também na coloração e pintura da natureza, e como na cópia excelentemente de outros artistas, mas também por que ela mesma criou pinturas raras e muito bonitas".

## Família

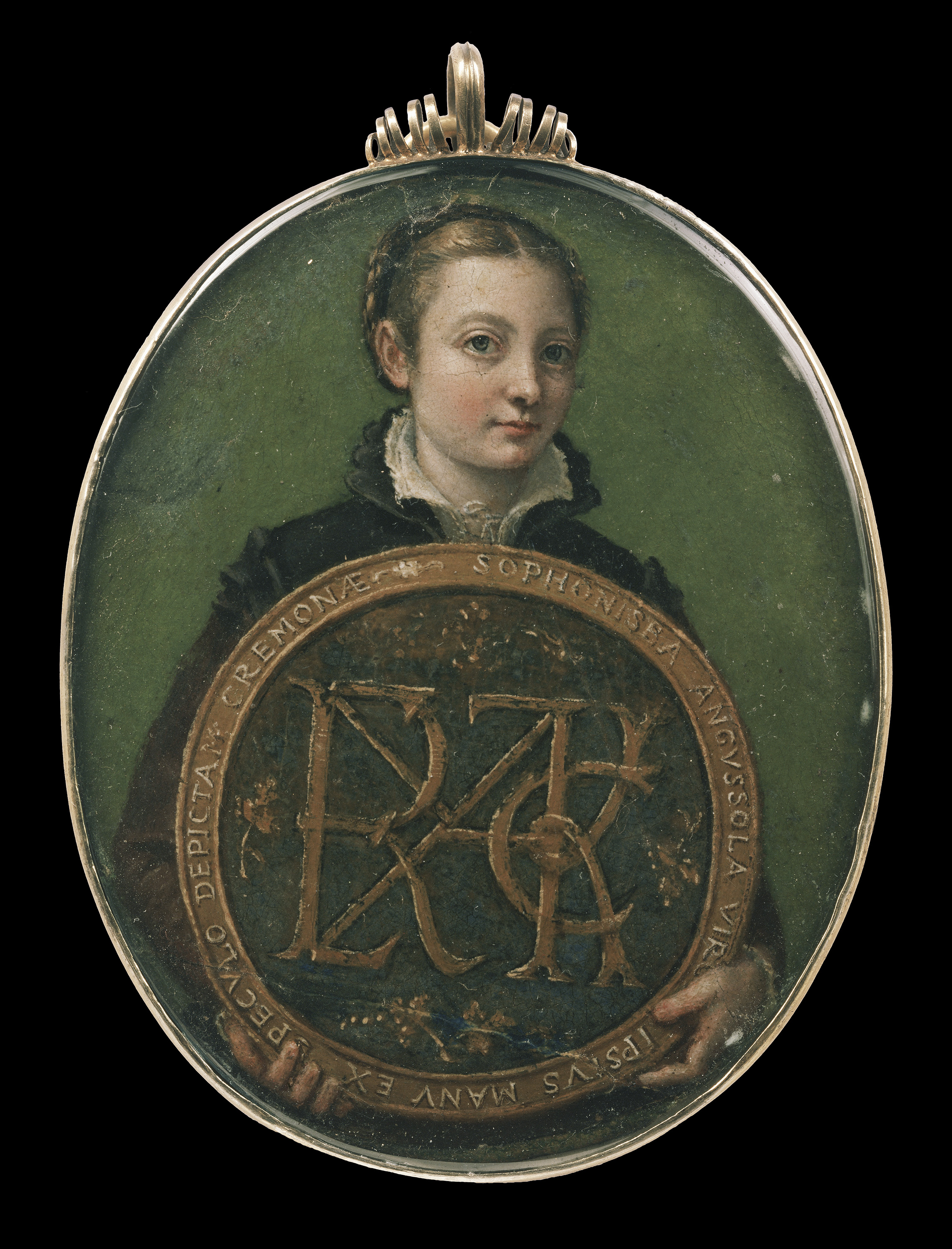
Autorretrato em miniatura (1556)

O nome da família Anguissola tem a sua origem em uma antiga tradição bizantina. De acordo com essa tradição, os Anguissola são descendentes de Galvano Sordo (Σούρδη, um nome de família ainda em uso hoje na Grécia, Constantinopla e Esmirna). Em 717 d.C, Galvano serviu no exército do Imperador Leão III, o Isaurino. Após a vitória de Galvano sobre os omíadas, criou-se o grito de guerra "Anguis sola fecit victoriam" ("A cobra trouxe a vitória sozinha"). O ditado se tornou popular, e Galvano foi apelidado de "Anguissola". Posteriormente, o imperador concedeu o sobrenome Anguissola aos seus descendentes. Foi sugerido que o monograma retratado no autorretrato em miniatura de Sofonisba Anguissola traga o lema da sua família ou, simplesmente, o nome de seu pai, Amilcare. Fugindo de uma pestilência que assolava Constantinopla, os descendentes do primeiro Anguissola se estabeleceram na Itália, casaram-se com outras famílias nobres como os Komnenoi, os Gonzagas, os Caracciolos, os Scottis e os Viscontis, e construíram propriedades autônomas em Piacenza, Cremona, Vicenza e outras regiões da Itália. Os Anguissola que se estabeleceram em Veneza pertenceram ao patriciado daquela cidade de 1499 a 1612.

## Infância e educação
Sofonisba Anguissola nasceu em Cremona, Itália em 1532. Seu pai era Amilcar Anguissola e sua mãe Bianca Ponzoni, e pertenciam à pequena aristocracia local. Era a irmã mais velha de seis irmãs e um irmão. E por conta de terem formação suficiente, se preocuparam em educar seus filhos na área do latim, letras, pintura e instrumentos musicais. Os filhos do casal Anguissola tiveram sua educação baseada no manual de Baldassare Castiglioni, “O Cortesão”, onde o autor expunha que os mesmos atributos que eram necessários para um membro masculino da corte também deveriam ser necessários às mulheres, como a pintura, tocar instrumentos, cantar e escrever poesias. Sofonisba e duas de suas irmãs estudaram no atelier de Bernardino Campi (1522-1591) entre os anos de 1550 e 1559. Sofonisba e suas irmãs se concentraram em pintar retratos no âmbito familiar e seus autorretratos (o retrato, sendo um dos poucos gêneros vistos como aceitáveis de serem produzidos por artistas mulheres). Lá, Sofonisba desenvolveu um estilo à maneira de seu mestre Bernardino Campi. Porém, apresentou muita originalidade na aplicação da luz, nas cenas, na exploração das texturas e na expressão de seus personagens, desenvolvendo sua prórpia técnica singular.  A artista teve grande incentivo por parte de seu pai, que querendo difundir a filha, leva diversas vezes seus trabalhos à Roma. Inclusive enviando uma carta contendo um de seus desenhos para Michelangelo.

## Corte Espanhola
Devido à crescente fama de Sofonisba, o Duque de Sessa - representando o rei Felipe II da Espanha - envia uma carta para Amilcare Anguissola em 1559 pedindo para que Sofonisba fosse enviada para a corte da Espanha, o que foi um ponto de virada em sua carreira. Anguissola tinha aproximadamente 26 anos quando deixou a Itália para se juntar à corte espanhola. Felipe II estava prestes a se casar com Isabel de Valois, sua terceira esposa, e convidou Sofonisba para ser dama de companhia da futura rainha, que também se considerava uma retratista, porém amadora.
Anguissola logo conquistou a admiração e a confiança da rainha e passou os anos seguintes pintando muitos retratos oficiais para a corte. Esse estilo de pintura era muito mais exigente do que os retratos informais nos quais Anguissola baseou sua reputação inicial, pois exigia uma quantidade enorme de tempo e energia para reproduzir os muitos desenhos complexos de tecidos finos e joias elaboradas associadas aos súditos reais.[carece de fontes?]
Durante sua residência de 14 anos, ela orientou o desenvolvimento artístico da rainha Isabel e foi dama e tutora das duas princesas, Isabel Clara Eugênia e Catalina Micaela. Após a morte da rainha, Sofonisba restringe sua arte à retratística, agora dos membros da corte. Sofonisba adaptou seu estilo de pintura às normas do retrato da corte espanhola, porém permaneceu fiel ao seu interesse pela representação da intimidade da pessoa retratada, e de manter na obra algum caráter anedótico que quebrasse um pouco a rigidez do ambiente cortês.

## Experiências enquanto artista mulher
É notório o declínio da atuação das mulheres na sociedade durante o Renascimento, uma vez que a Legislação Romana provocou um recuo significativo no espaço participativo que as mesmas tinham na esfera pública. Vistas como "desqualificadas" para atuar na vida intelectual, Sofonisba, opõe-se à essa conjuntura renascentista onde a mulher era excluída e relativizada e consegue desenvolver sua atividade artística para o campo profissional.
Anguissola e seus irmãos tiveram sua educação baseada no manual de Baldassare Castiglioni, "O Cortesão", que afirmava que os atributos ensinados aos membros masculinos da corte deveriam também ser ensinados às mulheres, como a pintura, tocar instrumentos, cantar e escrever poesias.
Como pintora mulher na segunda metade do século XVI, devia se restringir a gêneros específicos como: pintura religiosa, naturezas mortas ou a pinturas de retratos. Desse modo, para realizar seus trabalhos, desempenhava retratos de suas irmãs, de seu irmão e dos irmãos, além de diversos autorretratos.
Devido a seu sucesso, Sofonisba foi muito creditada como apta a incorporar vida a imagens, sendo a exceção a regra imposta sobre as mulheres artistas de sua época. Tendo limitações para se expressar em seus trabalhos artísticos devido a seu gênero, Sofonisba soube aproveitar todos os recursos disponíveis para edificar a natureza da representação e exposição de suas obras.
Na construção de sua identidade utiliza suas habilidades para mostrar ao observador, seu público, como realmente queria ser vista, completando sua intenção através das vestimentas, acessórios e objetos utilizados no seu contexto histórico, também questionando a imagem estereotipada da mulher daquela época.

## Anos finais
Sofonisba viveu uma vida longa e confortável, com suprimento de materiais e recursos para pintar, provenientes da fortuna de Lomellinos e uma pensão generosa de Phillip II. Nessa etapa de sua vida, pintou muitas obras com motivos religiosos e recebia visitas frequentes de colegas artistas, seja para discutir arte ou para receberam mentoria dela. Depois de ter sido a retratista oficial de Genoa por um longo período de sua vida, se mudou para Palermo, onde viveu seus últimos anos e pintou seu último autorretrato em 1620.[carece de fontes?]
Em julho de 1624, foi visitada por Anthony Van Dyck, que registrou em desenhos a visita, e elogiou Anguissola pela sua mente ainda estar afiada, apesar da idade o jovem pintor recebeu conselhos de Sofonisba sobre a arte que o impactaram para o resto da vida.
Depois que sua visão se tornou precária, Anguissola se tornou uma colecionadora de arte. Ela morreu com 93 anos na cidade de Palermo.